# Rezerwat Przyrody Wraczanski karst
Rezerwat Przyrody Wraczanski karst – obszar chroniony w randze rezerwatu przyrody, położony w obwodzie Wraca w Bułgarii. Zajmuje powierzchnię 30129,9 ha. Głównym przedmiotem ochrony są krasowe jaskinie oraz wąwozy. Na terenie rezerwatu odkryto 43 jaskinie.
W 2011 roku został wpisany na listę informacyjną UNESCO.

## Historia
Rezerwat został założony 21 grudnia 1989 roku. W 2011 roku został wpisany na listę informacyjną UNESCO.

## Fauna i flora
Na terenie rezerwatu występuje ok. 1100 gatunków roślin naczyniowych. Wśród nich jest wiele gatunków endemicznych m.in.: Acanthus balcanicus, Achillea ageratifolia, Crocus veluchensis oraz Digitalis viridiflora. Zidentyfikowano tutaj ok. 1231 gatunków bezkręgowców, 180 gatunków ptaków oraz 36 gatunków ssaków.